# Declaração de Potsdam

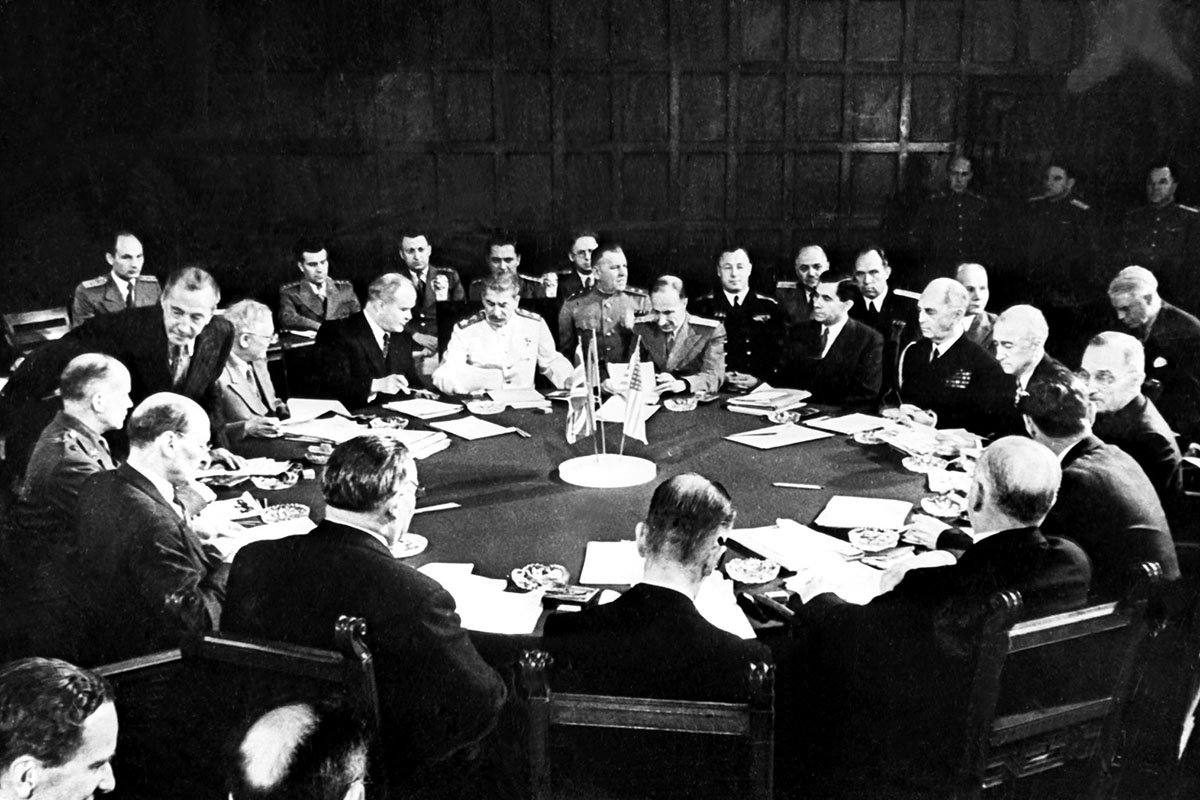
Sessão da Conferência de Potsdam incluindo Clement Attlee, Ernest Bevin, Vyacheslav Mikhailovich Molotov, Josef Stalin (uniforme branco), William D. Leahy, Joseph E. Davies, James F. Byrnes e Harry S. Truman (direita)

A Declaração de Potsdam ou a Proclamação Definindo os Termos da Rendição Japonesa foi uma declaração que exigia a rendição de todas as forças armadas japonesas durante a Segunda Guerra Mundial. Em 26 de julho de 1945, o presidente dos Estados Unidos Harry S. Truman, o primeiro-ministro do Reino Unido Winston Churchill e o presidente da China, Chiang Kai-shek, emitiram o documento, que delineou os termos de rendição do Império do Japão, conforme acordado em Conferência de Potsdam. O ultimato afirmava que, se o Japão não se rendesse, enfrentaria "destruição imediata e total".

## Termos
Em 26 de julho, Estados Unidos, Grã-Bretanha e China divulgaram a declaração anunciando os termos da rendição do Japão, com a advertência como ultimato: "Não nos desviaremos deles. Não há alternativas. Não devemos tolerar atrasos". Para o Japão, os termos da declaração especificavam:
- A eliminação "para sempre da autoridade e influência daqueles que enganaram e induziram o povo do Japão a embarcar na conquista mundial".
- A ocupação de "pontos em território japonês a serem designados pelos Aliados".
- Que a "soberania japonesa será limitada às ilhas de Honshu, Hokkaido, Kyushu, Shikoku e às ilhas menores que determinarmos", como havia sido anunciado na Declaração do Cairo em 1943.[4]
- Que "as forças militares japonesas, depois de completamente desarmadas, terão permissão para retornar para suas casas com a oportunidade de levar uma vida pacífica e produtiva".
- Que "não temos a intenção de que os japoneses sejam escravizados como raça ou destruídos como nação, mas a justiça severa deve ser aplicada a todos os criminosos de guerra, incluindo aqueles que fizeram crueldades contra nossos prisioneiros".

Por outro lado, a declaração oferecia:
- "O governo japonês deve remover todos os obstáculos para o renascimento e fortalecimento das tendências democráticas entre o povo japonês. A liberdade de expressão, de religião e de pensamento, bem como o respeito pelos direitos humanos fundamentais devem ser estabelecidos".
- "O Japão terá permissão para manter as indústrias que irão sustentar sua economia e permitir a cobrança de reparações justas em espécie, mas não aquelas que permitiriam que ele se rearmasse para a guerra. Para este fim, o acesso, diferentemente do controle de, materiais serão permitidos. A eventual participação japonesa nas relações comerciais mundiais será permitida. "
- "As forças de ocupação dos Aliados serão retiradas do Japão assim que esses objetivos forem alcançados e houver sido estabelecido, de acordo com a vontade livremente expressa do povo japonês, um governo pacífico e responsável".

A menção de "rendição incondicional" veio no final da declaração:
- "Pedimos ao governo do Japão que proclame agora a rendição incondicional de todas as forças armadas japonesas e forneça garantias adequadas de sua boa fé em tal ação. A alternativa para o Japão é a destruição imediata e total".

Ao contrário do que se pretendia em sua concepção, que era privar a liderança japonesa para que o povo aceitasse uma transição mediada, a declaração não fazia nenhuma menção direta ao imperador japonês. No entanto, ele insistiu que "a autoridade e a influência daqueles que enganaram e induziram o povo do Japão a embarcar na conquista do mundo devem ser eliminadas para sempre". As intenções dos Aliados em questões de extrema importância para os japoneses, incluindo a extensão e o número de "pontos de ocupação" dos Aliados, o destino das ilhas menores do Japão e a extensão em que os Aliados planejavam "controlar" as matérias-primas do Japão, "bem como se Hirohito deveria ser considerado como um daqueles que "enganaram o povo do Japão" ou ele poderia potencialmente se tornar parte de "um governo pacífico e responsável", foram, portanto, deixados sem declaração, o que essencialmente o tornava um cheque em branco para os Aliados.
A cláusula de "destruição imediata e total" foi interpretada como uma advertência velada sobre a posse americana da bomba atômica, que foi testada com sucesso no Novo México em 16 de julho de 1945, um dia antes da abertura da conferência. Embora o documento avisasse sobre mais destruição, como o ataque da Operation Meetinghouse a Tóquio e outros ataques de bombas em cidades japonesas, ele não mencionou nada sobre a bomba atômica.
A Declaração de Potsdam pretendia ser ambígua. Não está claro no próprio documento se um governo japonês permaneceria sob ocupação aliada ou se a ocupação seria dirigida por um governo militar estrangeiro. Da mesma forma, não estava claro se, após o fim da ocupação, o Japão incluiria qualquer território além das quatro principais ilhas japonesas. Essa ambiguidade foi intencional por parte do governo dos Estados Unidos para permitir aos Aliados liberdade para dirigir os assuntos do Japão posteriormente.

## Folhetos e programas de rádio
A declaração foi divulgada à imprensa em Potsdam na noite de 26 de julho e simultaneamente transmitida ao Office of War Information (OWI) em Washington. Por volta das 17h, horário de Washington, os transmissores da Costa Oeste da OWI, direcionados às ilhas japonesas, estavam transmitindo o texto em inglês e, duas horas depois, começaram a transmiti-lo em japonês. Simultaneamente, bombardeiros americanos lançaram sobre o Japão mais de 3 milhões de panfletos, descrevendo a declaração. A declaração nunca foi transmitida ao governo japonês por canais diplomáticos. Pegar os folhetos de propaganda do inimigo e ouvir transmissões de rádio estrangeiras era ilegal no Japão.

## Referência
1. ↑  «Potsdam Declaration: Proclamation Defining Terms for Japanese Surrender Issued, at Potsdam, July 26, 1945». National Science Digital Library
2. ↑  «Milestones: 1937–1945 / The Potsdam Conference, 1945». United States Department of State, Office of the Historian
3. ↑  Ehrman, John (1956). Grand Strategy Volume VI, October 1944–August 1945. London: HMSO (British official history). pp. 304–306
4. ↑  «Potsdam Declaration – Birth of the Constitution of Japan». ndl.go.jp. Consultado em 25 de janeiro de 2015
5. ↑  «Potsdam Declaration». Birth of the Constitution of Japan. National Diet Library
6. ↑  «Potsdam Declaration». Ministry of Foreign Affairs of Japan. 2. 1966
7. ↑  «Foreign Relations of the United States: Diplomatic Papers, The Conference of Berlin (The Potsdam Conference), 1945, Volume II - Office of the Historian». history.state.gov. Consultado em 20 de julho de 2021
8. ↑  Williams, Josette H. «The Information War in the Pacific, 1945: Paths to Peace». Central Intelligence Agency
9. ↑  Hellegers, Dale M. (2001). We, the Japanese People: Washington. [S.l.]: Stanford University Press. p. 134. ISBN 978-0-8047-8032-2. OCLC 47238424